# Monumentul Eroilor Revoluției din 1989 în Turda

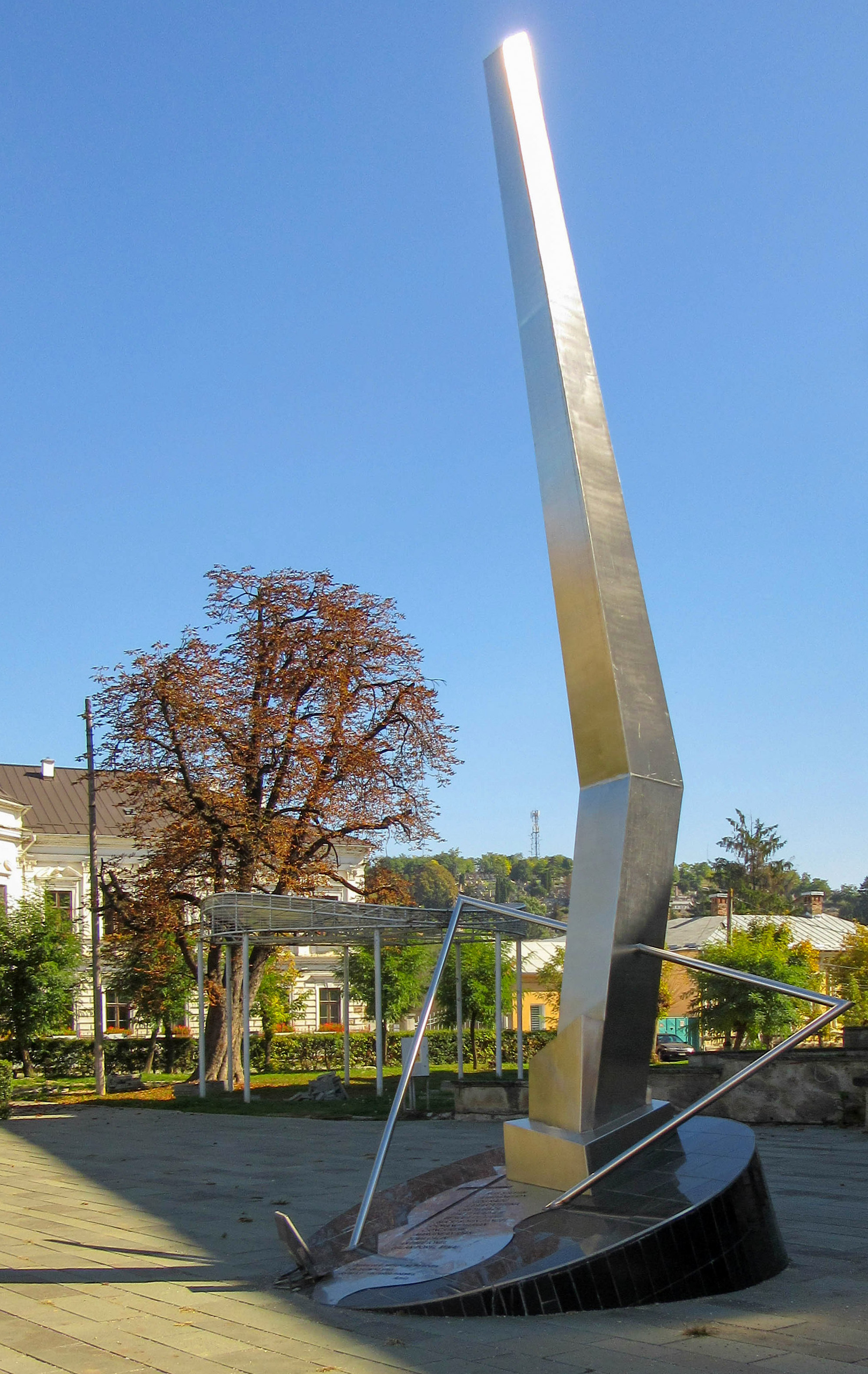
Monumentul Eroilor Revoluţiei din 1989 în Turda

Monumentul Eroilor Revoluției din 1989, situat în Piața 1 Decembrie 1989 din Turda (în fața Casei de Cultură), a fost ridicat de „Asociația Luptătorilor din 22 decembrie 1989“ împreună cu Primăria Municipală, în memoria celor care s-au jerfit pentru libertate și desființarea comunismului. 
Tulburările din decembrie 1989 de la Turda, soldate cu multe victime, au fost foarte probabil declanșate de activarea în întreaga țară a trupelor ultrasecrete ale PCR-ului (Rețeaua R și Rețeaua S), la data de 17 decembrie 1989. Acele rețele, înarmate și bine instruite, au fost create după evenimentele din 1968 în Cehoslovacia, avȃnd inițial scopul combaterii năvălitorilor străini de pe teritoriul romȃn, prin acțiuni de partizanat. După 17 decembrie 1989 acestea au primit însă sarcina menținerii, iar după 22 decembrie 1989 sarcina restaurării dictaturii comuniste din țară, prin acțiuni violente și sȃngeroase.
Intre 23.12. - 25.12.1989 la Turda s-au înregistrat 13 morți (7 militari, 6 civili) și 28 răniți (5 militari, 23 civili). Celor decedați li se adaugă pe monument militarul Gog Radu, originar din Turda, împușcat la București. Pe monument apar în acest fel numele a 14 persoane decedate.

## Realizarea tehnică
Inițiatorii proiectului au fost președintele „Asociației Luptătorilor din 22 decembrie 1989“ (Popescu Marian) și primarul municipiului Turda (Stefănie Tudor).
Sculptorul care a realizat monumentul este Cornel Toșa din Cluj-Napoca.

## Numele eroilor
Pe placa de la baza obeliscului sunt inscripționate numele celor 14 eroi:

Rus Ștefan - militar

Avădanei Ion - militar

Berlea Claudiu - militar

Suciu Sorin Săndel - militar

Ciobanu Marian - militar

Toma Călin - militar

Bălan Dorel Mihai - militar

Creța Bazil - persoană civilă

Matei Vlad Ilie - persoană civilă

Cionca Iosif - persoană civilă

Mărginean Ioan - persoană civilă

Antimie Ionel - persoană civilă

Ilea Ecaterina - persoană civilă

Gog Radu - militar originar din Turda, decedat la București

Pe placă mai este inscripționat: „Pentru ca o națiune să fie liberă, e de ajuns să vrea. Jertfa lor - libertatea noastră. Amin”.

## Galerie de imagini

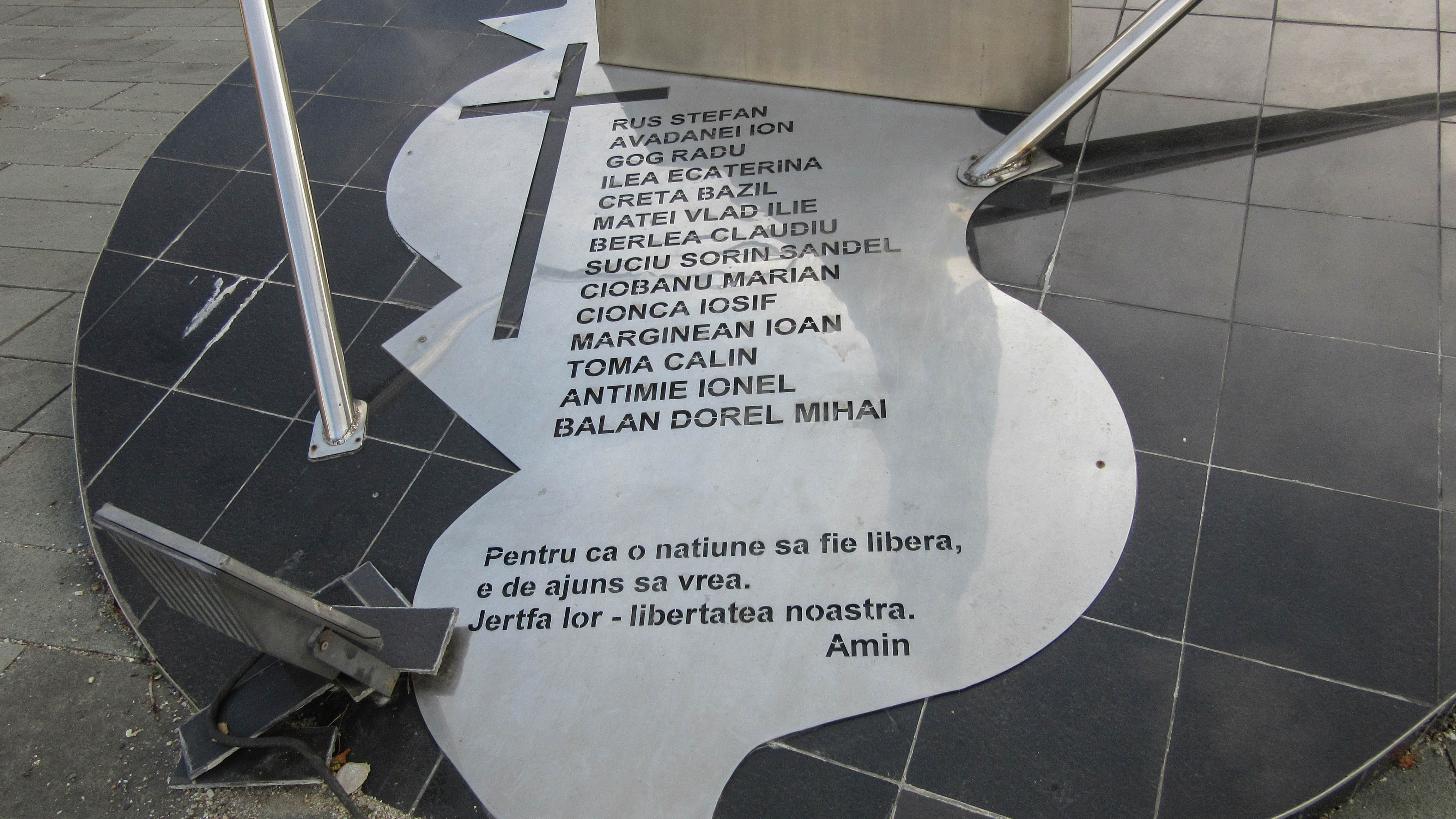
Placa comemorativă de pe Monumentul Eroilor Revoluției din 1989 în Turda
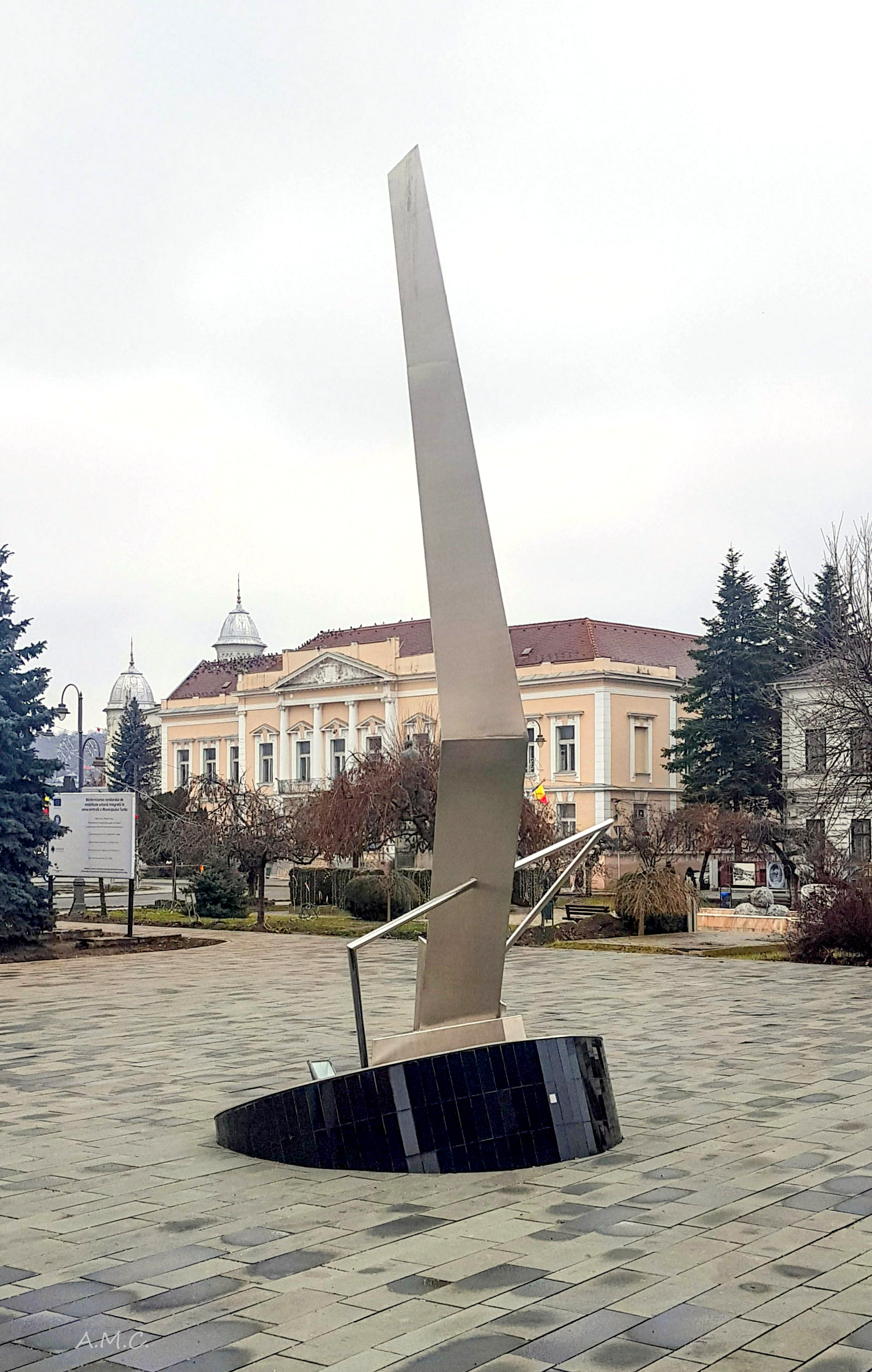
Turda, Monumentul Eroilor Revoluției din 1989